# Osterdorfer Löcher

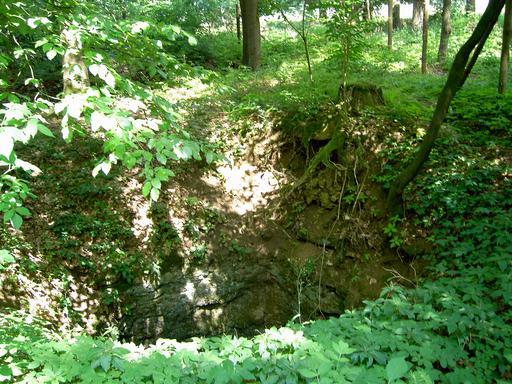
Einer der tieferen "Höllentrichter" bei Osterdorf (2009)

Die Osterdorfer Löcher sind ein Dolinenfeld nordwestlich von Osterdorf, einem Gemeindeteil von Pappenheim im mittelfränkischen Landkreis Weißenburg-Gunzenhausen. Im Höhlenkataster Fränkische Alb werden die Osterdorfer Löcher unter der Nummer K 8 geführt.
Die etwa achtzig auch als Höllentrichter, Teufelslöcher oder Wasserschlinger bezeichneten Vertiefungen sind als Höllentrichter NW von Osterdorf beim Bayerischen Landesamt für Umwelt als Geotop unter der Nummer 577G005 eingetragen. Ein Erklärungsversuch für das Dolinenfeld ist der Urmain, der in der Tertiärzeit große Wassermassen durch die Region transportierte. Wahrscheinlicher ist jedoch die Annahme, dass die Löcher ein Grubenfeld für Bohnerz waren. Durch die annähernd kreisrunden und bis zu 10 Meter (je nach Quelle auch 20 Meter) tiefen Erdlöcher versickert Wasser ohne Filterung durch Sand oder Kies, weshalb sie eine Gefährdung des Grundwassers darstellen. Geowissenschaftlich werden sie als wertvoll eingestuft. Siehe hierzu auch die Liste der Geotope im Landkreis Weißenburg-Gunzenhausen.